# За найкращий смак
«Superior Taste Award» (укр. «За найкращий смак») — міжнародний дегустаційний конкурс, проводиться в Бельгії.
Оцінювання проходить за результатами сліпої дегустації шеф-кухарями та Сомельє світового рівня. Оцінюються аромат, смак, присмак, зовнішній вигляд та колір продуктів. Кращі продукти отримують одну з найпрестижніших і бажаніших для виробників нагород — Superior Taste Award («За найкращий смак»).
Організатором щорічного конкурсу «Нагорода за чудовий смак» (Брюссель, Бельгія) є Міжнародний інститут смаку і якості ITQI — міжнародна організація по експертній грошовій оцінці та сертифікації харчових продуктів і напоїв з усього світу, заснована в 2005 році. В залежності від конкурсу та кількості зразків, бере участь різна кількість членів журі — кваліфікованих дегустаторів і визнаний експертів в своїй області, деякі з них представляють найпрестижніших європейських кулінарних і сомельє асоціацій.

## Продукти

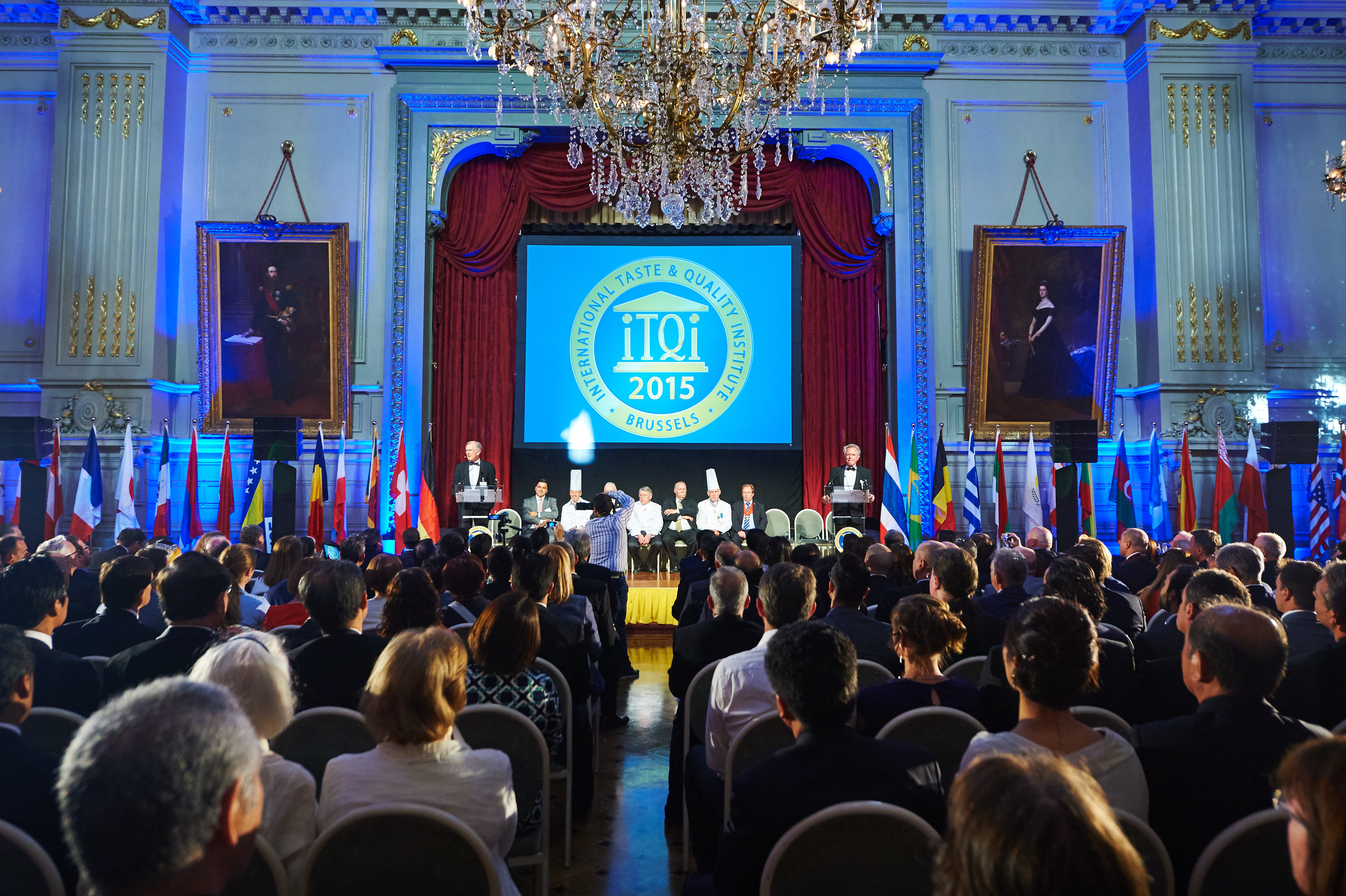
Церемонія вручення нагороди

До категорій продуктів, які тестуються, входять пресерви, консерви, м'ясо, рибна та молочна продукція, яйця, десерти, заморожені продукти, вегетаріанська бакалійна продукція, соєві продукти, свіжі продукти, дієтичні продукти. Серед напоїв, дегустуються алкогольні напої, безалкогольні напої (вода, слабкоалкогольні), кава, шоколадні напої, чай та ін.

## Оцінки
Оцінювання проводиться всліпу, тобто, продукти ідуть без назв виробників. За результатами оцінок, продукт може набрати до 100 % можливих балів.
- Виняткові продукти з 90 % і більше від загальної кількості схвалень (три зірки)
- Чудові продукти з схваленнями від 80 % до 90 % (дві зірки)
- Гарний смак із схваленнями від 70 % до 80 % (одна зірка)

Відсіюються та не нагороджуються продукти, які набрали менше 70 % схвалень.
Церемонія нагородження проводиться після оголошення переможців в травні, вручення нагород відбудеться на початку червня в Брюсселі. Ця подія супроводжується виробниками, офіційними особами та пресою.